# 샤르보가르드구

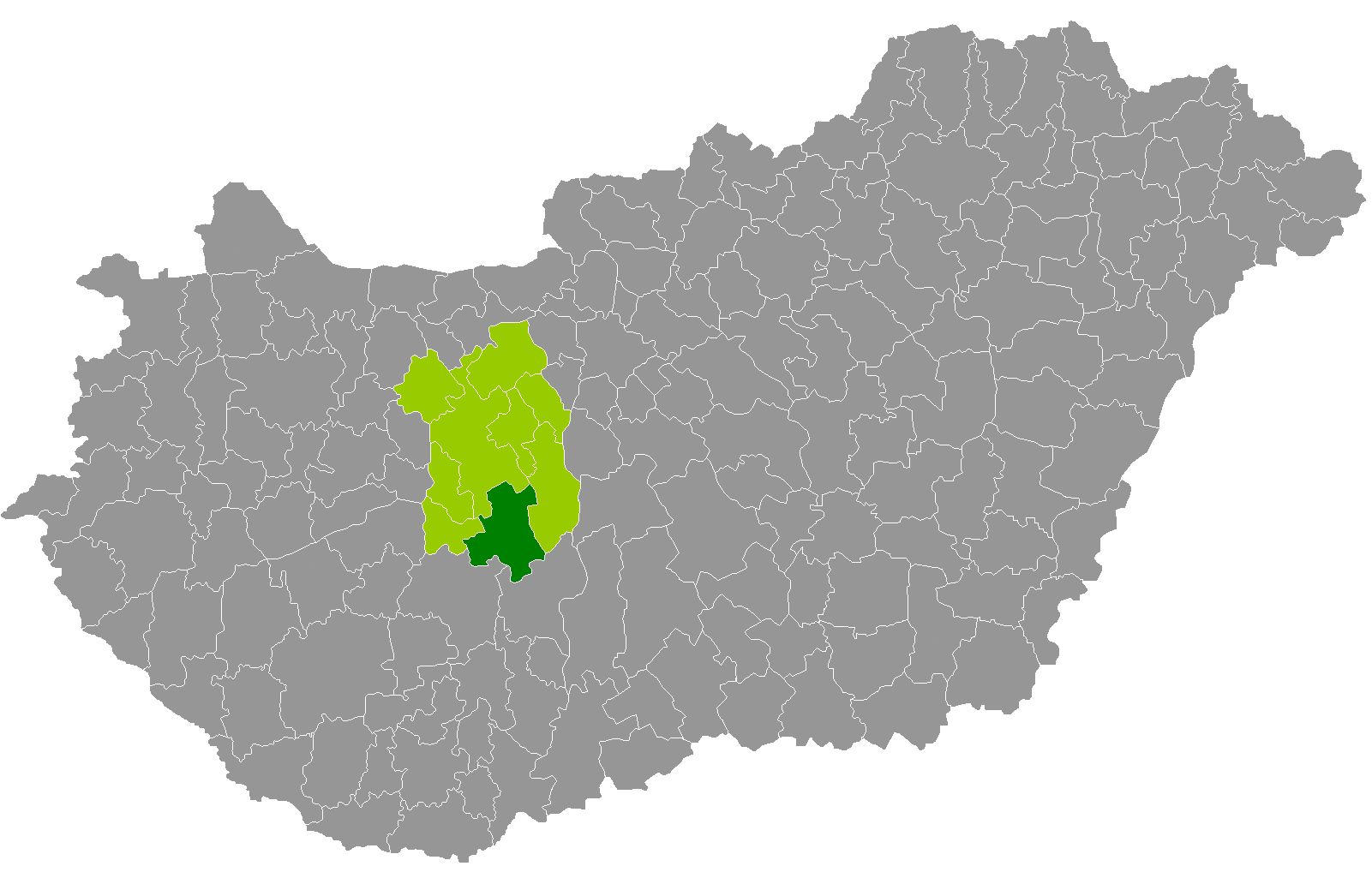
페예르주 지도에 표시된 샤르보가르드구의 위치

샤르보가르드구(헝가리어: Sárbogárdi járás)는 헝가리 페예르주에 위치한 구로 구청 소재지는 샤르보가르드이며 면적은 653.52km2, 인구는 28,296명(2011년 기준), 인구 밀도는 43명/km2이다.
북쪽으로는 세케슈페헤르바르구, 동쪽으로는 두너우이바로시구, 남쪽으로는 톨너주 퍽시구, 터마시구, 서쪽으로는 에닌그구와 접한다. 12개 지방 자치체(1개 시, 11개 마을)를 관할한다.

구 문장